# Mauront de Marseille
Ne doit pas être confondu avec Mauronte.
Saint Mauront (en latin Maurontus) qui vécut au VIIIe siècle était un moine de l'abbaye Saint-Victor à Marseille. Abbé de son monastère il devint évêque de Marseille
Il est liturgiquement commémoré, à Marseille, le 21 octobre, jour présumé de sa mort. 

## Éléments de biographie
L’histoire nous a laissé peu d’information sur sa vie, mise à part son intervention auprès de Charlemagne à Herstal pour obtenir la restitution des biens de l’église et de l’abbaye de Saint-Victor. Ceci attesté par les minutes judiciaires d'un procès à Digne en 782.

## Vénération et souvenir
- Son culte a été répandu par l'abbaye de Saint Victor dont dépendait celle de Abbaye de Saint-Savin-en-Lavedan.
- L'église de Horgues dans le diocèse de Tarbes-Lourdes est placée sous le vocable de saint Mauront.
- Une chapelle de l'abbaye Saint-Victor porte son nom.
- Son nom a été donné à un quartier de Marseille: Saint-Mauront, du nom de l'église Saint-Mauront consacrée en 1854.
- Dans le même 3è arrondissement de Marseille: un collège fut place sous son patronage: le collège Saint-Mauront.